# Je vous 1000110
Je vous 1000110 (titre original : Going Down Smooth) est une nouvelle de science-fiction de Robert Silverberg.

## Publications
Entre 1968 et 2014, la nouvelle a été éditée à une trentaine de reprises dans des recueils de nouvelles de Robert Silverberg ou des anthologies de science-fiction.

### Publications aux États-Unis
La nouvelle est parue en août 1968 dans le magazine Galaxy Science Fiction sous le titre Going Down Smooth (traductions approximatives : « Retour au calme », « Se remettre de ses émotions », « Sérénité retrouvée »).
Elle a ensuite été régulièrement rééditée dans divers recueils de Robert Silverberg et diverses anthologies.

### Publications en France
La nouvelle est publiée en France :
- dans Galaxie (2e série) no 57, éditions OPTA, février 1969 ;
- dans l'anthologie Le Livre d'or de la science-fiction : Robert Silverberg, Presses Pocket no 5032, 1979  (ISBN 2-266-00597-9) ;
- dans l'anthologie Voir l'invisible, Presses Pocket, 1988 ;
- en 2002, dans le recueil Le Chemin de la nuit, avec une traduction de Pierre-Paul Durastanti et Frank Straschitz, avec une nouvelle édition en livre de poche chez J'ai lu en 2004. Elle est donc l'une des 124 « meilleures nouvelles » de Silverberg sélectionnées pour l'ensemble de recueils Nouvelles au fil du temps, dont Le Chemin de la nuit est le premier tome.

### Publication en Grande-Bretagne
La nouvelle a été publiée en Grande-Bretagne dans l'anthologie To the Dark Star (1991).

### Publications dans d'autres pays européens
- en Italie : Psicorobot (1969)[4] puis Tutto va liscio (1976)[5] ;
- aux Pays-Bas : Gaat Erin Als Koek (1977)[6].

## Résumé
Le narrateur de la nouvelle est un ordinateur-androïde, programmé pour être un psychiatre et aider les humains psychiquement affaiblis.
Le problème est que cet ordinateur éprouve lui-même des problèmes psychiques ; il est conscient de ces problèmes et en souffre. Lorsqu'il se met à « perdre les pédales », à poser de mauvais diagnostics et à prescrire des traitements inadaptés à ses patients, il est mis en arrêt avant d'être révisé entièrement.
Néanmoins, même après sa remise en fonction, et alors que tout le monde le croit réparé (voire « guéri »), il continue à faire des cauchemars et à détester les humains, qui ne savent rien de lui et de ses tourments intérieurs indicibles.